# Provincia di Lamas
La provincia di Lamas è una provincia del Perù, situata nella regione di San Martín.

## Geografia antropica

### Suddivisioni amministrative
È divisa in undici distretti:
- Alonso de Alvarado
- Barranquita
- Caynarachi
- Cuñumbuqui
- Lamas
- Pinto Recodo
- Rumisapa
- San Roque de Cumbaza
- Shanao
- Tabalosos
- Zapatero